# ريتشارد بيلينغهام
ريتشارد بيلينغهام (بالإنجليزية: Richard Billingham)‏ هو مصور ومخرج بريطاني، ولد في 25 سبتمبر 1970 في اسكتلندا في المملكة المتحدة.

## وصلات خارجية
- ريتشارد بيلينغهام على موقع IMDb (الإنجليزية)